# Škabrijel
Škabrijel je 646 metrov visok hrib nad Novo Gorico, Solkanom in Grgarsko kotlino. Hrib je dobil ime po nadangelu Gabrijelu, zavetniku prinašalcev vesti. 
Škabrijel je bil osrednje bojišče enajste soške bitke, saj so italijanske enote na vse možne načine hotele zavzeti hrib, ki je bil steber avstro-ogrske obrambne črte. Če bi hrib padel, bi Italijani imeli prosto pot naprej proti Trstu in Vipavski dolini. V času enajste soške ofenzive je Celjski pehotni polk predstavljal glavnino obrambe Škabrijela; ker je polk doživel velike izgube (1. bataljon je imel le 185 vojakov), je bil v noči iz 3. na 4. september 1917 umaknjen s Škabrijela.